# Franz Xaver von Aichen
Franz Xaver Freiherr von Aichen (* 13. September 1788 in Wien; † 1856) war österreichischer Beamter.

## Leben
Franz Xaver Freiherr von Aichen war der Sohn von Joseph von Aichen, zuletzt stellvertretender Hofkommissionspräsident und 1816 zum Freiherr erhoben. Franz Xaver wurde 1828 Hofrath bei der k. k. allgemeinen Hofkammer und später Sectionschef im k. k. Finanzministerium. Von 1832 bis 1848 war Franz Xaver Freiherr von Aichen niederösterreichischer Landuntermarschall und Präses des Ritterstandes.
Da seine Ehe kinderlos blieb, wurde von ihm Franz Ritter von Mitis, Lieutenant beim Herzog von Braunschweig-Kürassierregiment Nr. 7, als Sohn adoptiert und diesem am 2. Juni 1852 der Freiherrnstand mit dem Prädikat „von Aichen“ verliehen.

## Orden und Auszeichnungen
- Ritter des polnischen Sankt-Stanislaus-Ordens, 3. Klasse[2]
- Ritterkreuz des Civil-Verdienst-Ordens der baierischen Krone[3]